# Eduard Hanslick
Eduard Hanslick (ur. 11 września 1825 w Pradze, zm. 6 sierpnia 1904 w Baden koło Wiednia) – austriacki krytyk muzyczny. Zwolennik wyższości koncepcji muzyki absolutnej względem muzyki programowej.
Od 1844 studiował prawo w Pradze i w 1849 doktoryzował się w Wiedniu, po czym został tam urzędnikiem podatkowym. W latach 1850-1852 pracował w Klagenfurcie, a później całe życie spędził już w Wiedniu. W latach 1861–1895 był pierwszym profesorem estetyki i historii muzyki na Uniwersytecie Wiedeńskim, który jest powszechnie uważany za twórcę formalizmu muzycznego w estetyce. Jego przełomowy traktat Vom Musikalisch-Schönen (O muzyce pięknej) z 1854 roku jest jednym z najbardziej znaczących wkładów w estetykę muzyczną, jakie kiedykolwiek napisano, o czym świadczy dziesięć wydań, przez które książka przeszła za życia Hanslicka, z wieloma późniejszymi wydaniami. Wydanie polskie ukazało się w 1903 roku. 

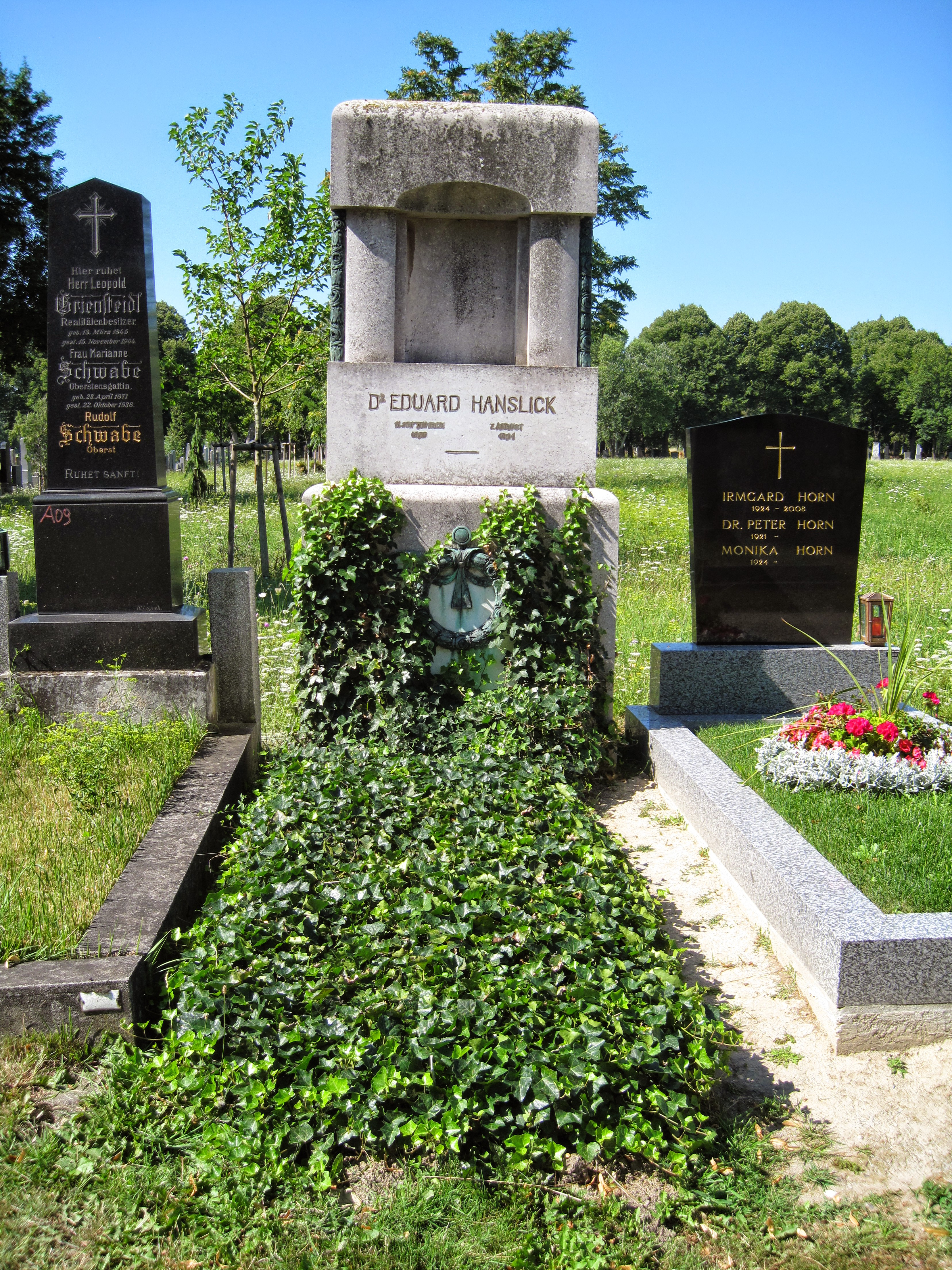
Grobowiec na Cmentarzu Centralnym w Wiedniu

Był jednym z najbardziej wpływowych krytyków muzycznych w II połowie XIX wieku. Bliski przyjaciel Johannesa Brahmsa i propagator jego twórczości, przeciwnik idei Richarda Wagnera i estetyki szkoły nowoniemieckiej.